# Hermano refitolero
Se denomina hermano refitolero al hermano lego a cuyo cargo está el cuidado y servicio del refectorio de un convento o monasterio. En la vida laica es el similar a un mayordomo o  ama de llaves. La palabra refitolero es una variante de refitorero que a su vez viene de la palabra antigua refitor (refectorio)

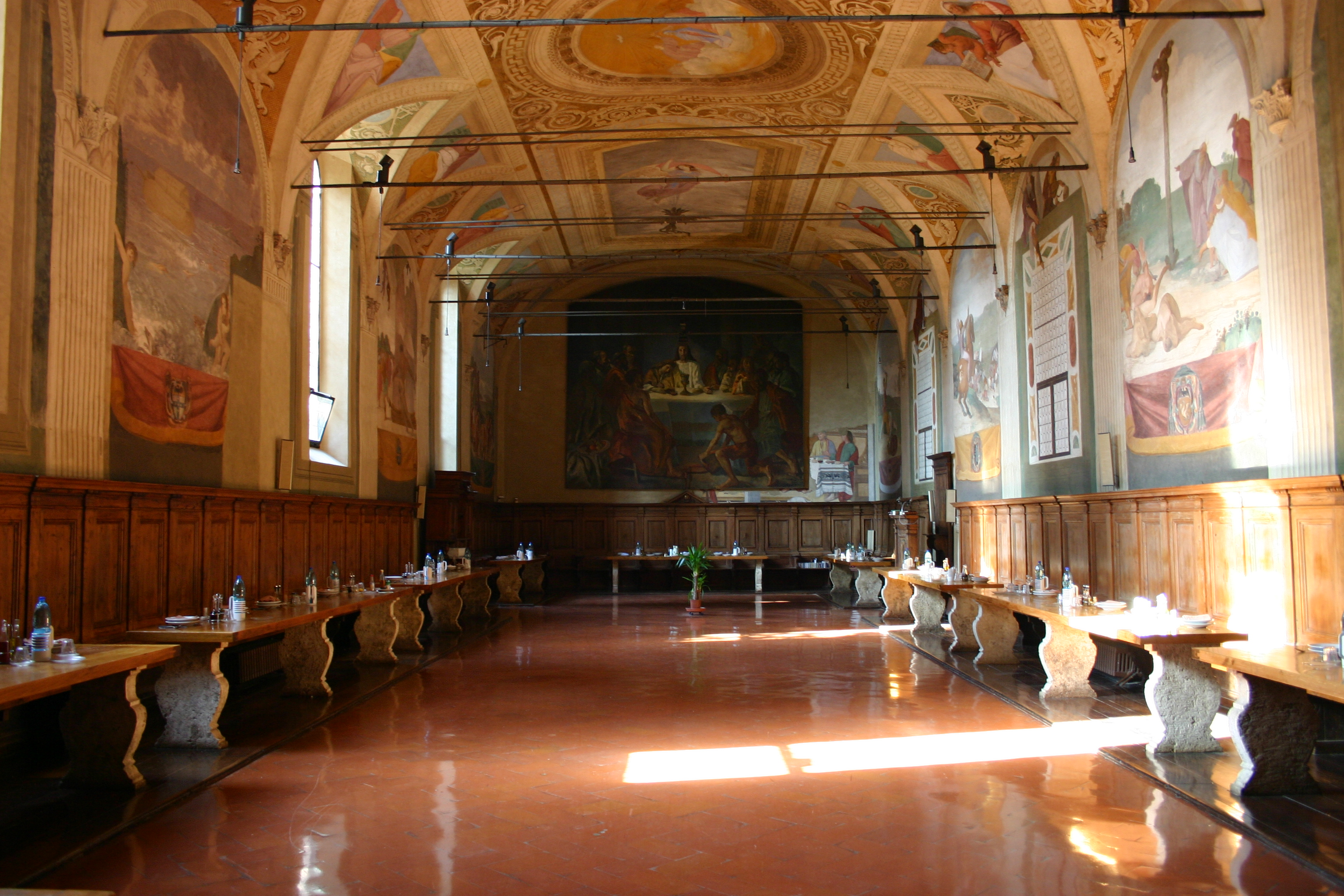
Refectorio de la Abadía territorial de Monte Oliveto Maggiore.

.